# Комитет независимости Кавказа (1926—1935)
Комитет независимости Кавказа (КНК) — прометеистская политическая организация кавказских эмигрантов, образованная в 1926 году в Стамбуле представителями Северного Кавказа, Азербайджана и Грузии. Позже штаб организации был перенесён в Париж. В 1935 году Комитет был реорганизован в Совет конфедерации Кавказа.

## Предпосылки создания
С распадом Российской империи на Кавказе были провозглашены различные независимые республики. Предпринимались попытки создания Совета кавказских республик, однако Кавказ оказался оккупирован Красной армией и была установлена советская власть. Начался массовый отток кавказской интеллигенции в Европу и Турцию, где они, объединяясь, продолжали политическую деятельность.
В 1922 году, прибыв в Стамбул, Мамед Эмин Расулзаде пытался добиться поддержки правительства Турции в отношении объединения кавказских народов, координируя кавказских эмигрантов. В октябре 1924 года там же был организован «Комитет кавказских федералистов из кавказских эмигрантов».
К следующему месяцу представителями Азербайджана, Грузии и Северного Кавказа было решено организовать конфедеративный государственный союз, для чего создали Кавказский комитет. Проходили сложные переговоры с целью объединения комитетов в Париже и Стамбуле. В июне следующего года парижский комитет снова выступил за создание единого комитета. В союз пытались привлечь и армян, но те из-за своей резкой антитурецкой позиции держались русской эмиграции, жившей идеей неделимой России.

## Создание
15 июня 1926 года в турецком Стамбуле был учреждён Комитет независимости Кавказа. Основатель — В.-Г. И. Джабагиев. Польша взяла на себя роль координатора и материального спонсора. Учредителями выступили:
- Объединённый Комитет конфедератов Кавказа
- Азербайджанская партия «Мусават»
- Социал-демократическая партия Грузии
- Народная партия горцев Кавказа;

| Азербайджан     | - Мамед Эмин Расулзаде - Мустафа Векилли |
| Грузия          | - Ной Рамишвили - Нестор Магалашвили     |
| Северный Кавказ | - Саид Шамиль - Алихан Кантемир          |

Официальным печатным органом КНК стал журнал «Прометей».
Цели организации заключались в подпольной антисоветской деятельности на Кавказе и борьба за независимость кавказцев, а впоследствии и образование на Кавказе конфедерации республик.

## Деятельность
Комитет стал партийным и общественным центром иммиграции кавказцев.
9 декабря 1926 года на заседании с целью централизации структуры решили, что дипломатическая деятельность Чхенкели, Топчибаши и Чермоева будет проходить под руководством их национальных центров.
Несмотря на некий интерес, турецкие власти из-за укрепления турецко-советских отношений поменяли свою позицию и запретили антибольшевистскую деятельность в стране. КНК перенесла штаб-квартиру в Париж.
В мае 1933 года комитет поздравил кавказские народы с 15-летней годовщиной объявления их независимости.
14 июля 1934 года в Брюсселе эмигранты подписали Пакт кавказской конфедерации, состоявшего из 6 пунктов:
1. Кавказская конфедерация, обеспечивая национальный характер и суверенитет каждой республики, будет действовать от имени всех республик как международный субъект, имея общие границы и таможню.
2. Внешнюю политику будут проводить определённые органы конфедерации.
3. Границы конфедерации должна защищать армия, в состав которой будут входить армии конфедератов. Командующие армией будут подчиняться руководящим органам конфедерации.
4. Все спорные вопросы между республиками, решать которые невозможно с помощью договоров, будут разбирать арбитраж или высший суд конфедерации, а их решения республики обязуются безоговорочно принимать и проводить в жизнь.
5. Комиссия экспертов в ближайшее время должна выработать Конституцию Кавказской конфедерации. Она будет базовым документом для учредительного собрания каждой республики.
6. В пакте оставлено место для Армении

Европейская пресса множества стран (Польша, Швейцария, Чехословакия, Италия, Германия, Ватикан) выступила с одобрением пакта. Президент Чехословакии Томаш Массарик сравнил Кавказскую конфедерацию с Великой и Малой Антантой, Прибалтикой и Антантой Балкан. Отклик также был получен от японской и маньчжурской прессы. Подписание пакта отмечалось множеством организаций эмигрантов из России. Против выступили только русские эмигранты.
В армянский центр было направлено обращение с предложением к присоединению, но он был проигнорирован.
В начале 1935 года в Париже прошла конференция по реформированию центрального кавказского органа в движении «Прометей». КНК упразднили, было решено создать «Совет конфедерации Кавказа», который представлял собой общекавказское правительство в изгнании.